# Калюта, Вилен Александрович
Виле́н Алекса́ндрович Калю́та (укр. Вілен Олександрович Калюта; 1930—1999) — советский и украинский кинооператор. Заслуженный деятель искусств Украины (1995).

## Биография
Родился 22 октября 1930 года в Гуляйполе (ныне Запорожская область, Украина).
В 1952 году окончил Васильковское авиационно-техническое училище. С 1955 года работал на киностудии имени А. П. Довженко. Член КПСС с 1953 года. В 1960 году окончил курсы операторов на киностудии Довженко. В 1990-е годы работал на студиях «ТРИТЭ» (Москва) и «Camera One» (Франция). С 1997 года — член-корреспондент Академии искусств Украины. Долгие годы жил в Киеве, на Русановке.

## Признание и награды
- лауреат Вкф в номинации «Приз за операторскую работу» (1984)
- Государственная премия СССР (1987) — за съёмки художественного фильма «Полёты во сне и наяву» (1982)
- Орден «Знак Почёта» (19.5.1981)
- Заслуженный деятель искусств Украины (1995)[2]
- Государственная премия Российской Федерации (1993)
- Государственная премия Российской Федерации (1995)
- Национальная премия Украины имени Тараса Шевченко (2000 — посмертно) — за работы последних лет

## Фильмография
- 1971 — Белая птица с чёрной отметиной (режиссёр Ю. Ильенко)
- 1972 — Наперекор всему (режиссёр Ю. Ильенко)
- 1975 — Волны Чёрного моря
- 1977 — Бирюк (режиссёр Р. Балаян)
- 1979 — Своё счастье (режиссёр В. Криштофович)
- 1979 — Ждите связного
- 1980 — Мелочи жизни (режиссёр В. Криштофович)
- 1981 — Будем ждать, возвращайся
- 1982 — Полёты во сне и наяву (режиссёр Р. Балаян)
- 1983 — Поцелуй (режиссёр Р. Балаян)
- 1983 — Легенда о княгине Ольге (режиссёр Ю. Ильенко)
- 1984 — Два гусара (режиссёр В. Криштофович)
- 1986 — Храни меня, мой талисман (режиссёр Р. Балаян)
- 1989 — Смиренное кладбище (режиссёр А. Итыгилов)
- 1991 — Урга — территория любви (режиссёр Н. Михалков)
- 1994 — Утомлённые солнцем (режиссёр Н. Михалков)
- 1997 — Приятель покойника (режиссёр В. Криштофович)